# Колієукладач

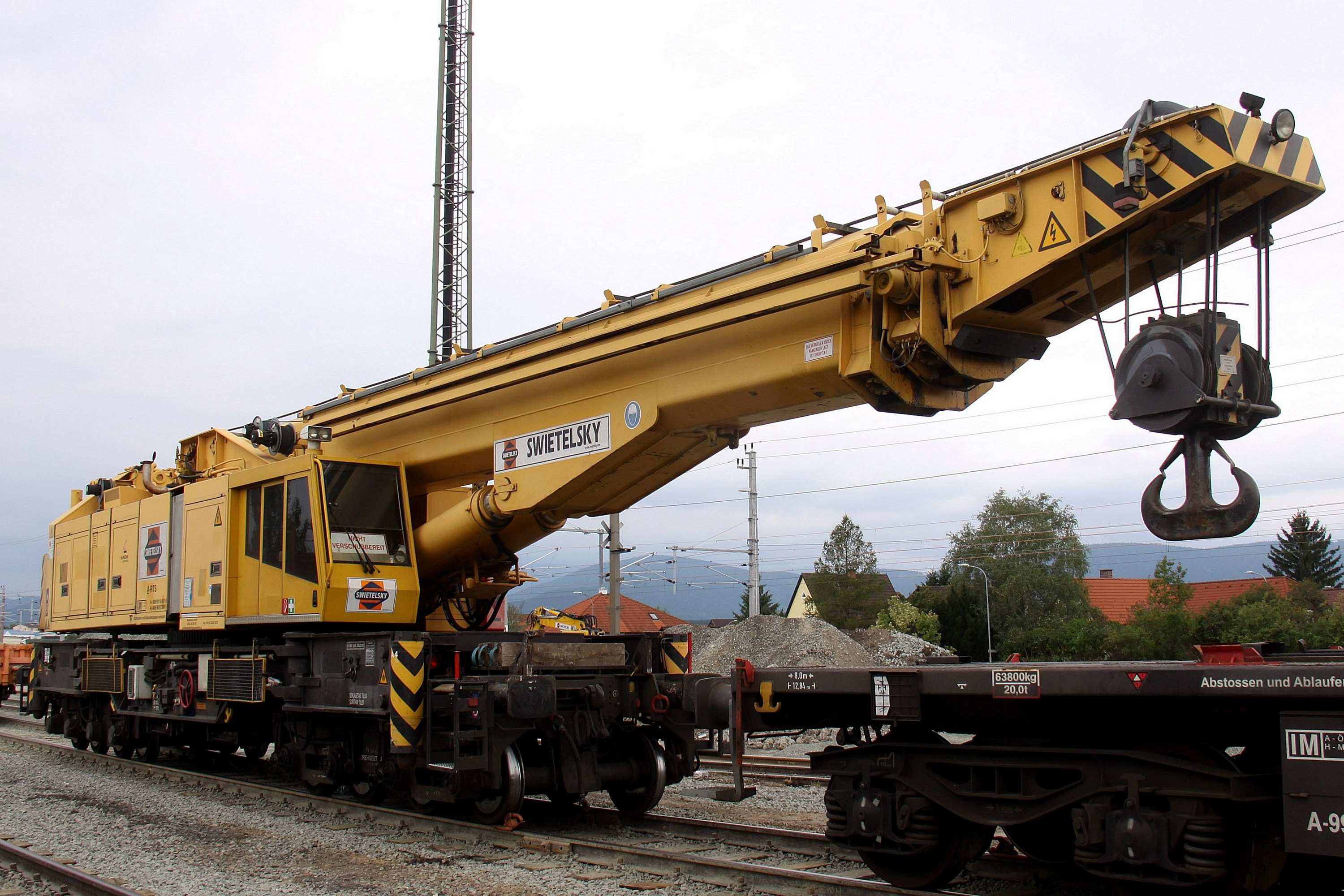
Колієукладальний кран

Колієукладальний поїзд — комплекс колійних машин та механізмів, призначених для укладання та ремонту рейко-шпальної решітки, що використовується при ремонті існуючих і будівництві нових залізничних колій.

## Класифікація і принцип роботи
За способом виконання робіт розрізняють:
- роздільні колієукладальні поїзди;
- ланкові колієукладальні поїзди.

Роздільні колієукладальні поїзди транспортують до місця вкладання рейки, шпали, скріплення і у польових умовах складають та вкладають рейко-шпальну решітку.
Ланкові колієукладальні поїзди вкладають попередньо зібрані на колійних машинних станціях ланки рейко-шпальної решітки довжиною, що відповідає довжині стандартних рейок 25 або 12,5 метрів.
Ланкові колієукладачі бувають:
- на рейковому ходу
- на тракторному ходу

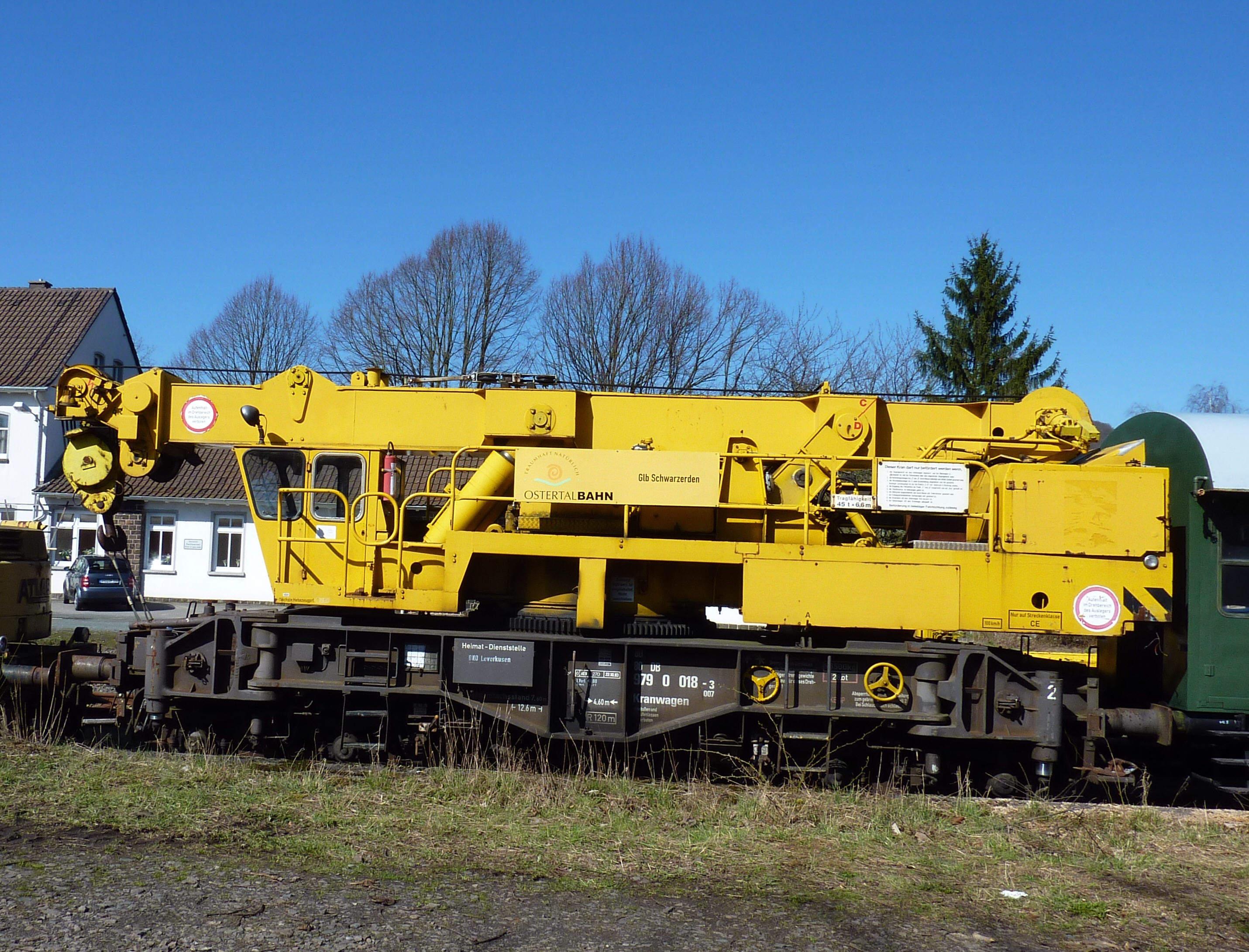
Укладальний кран

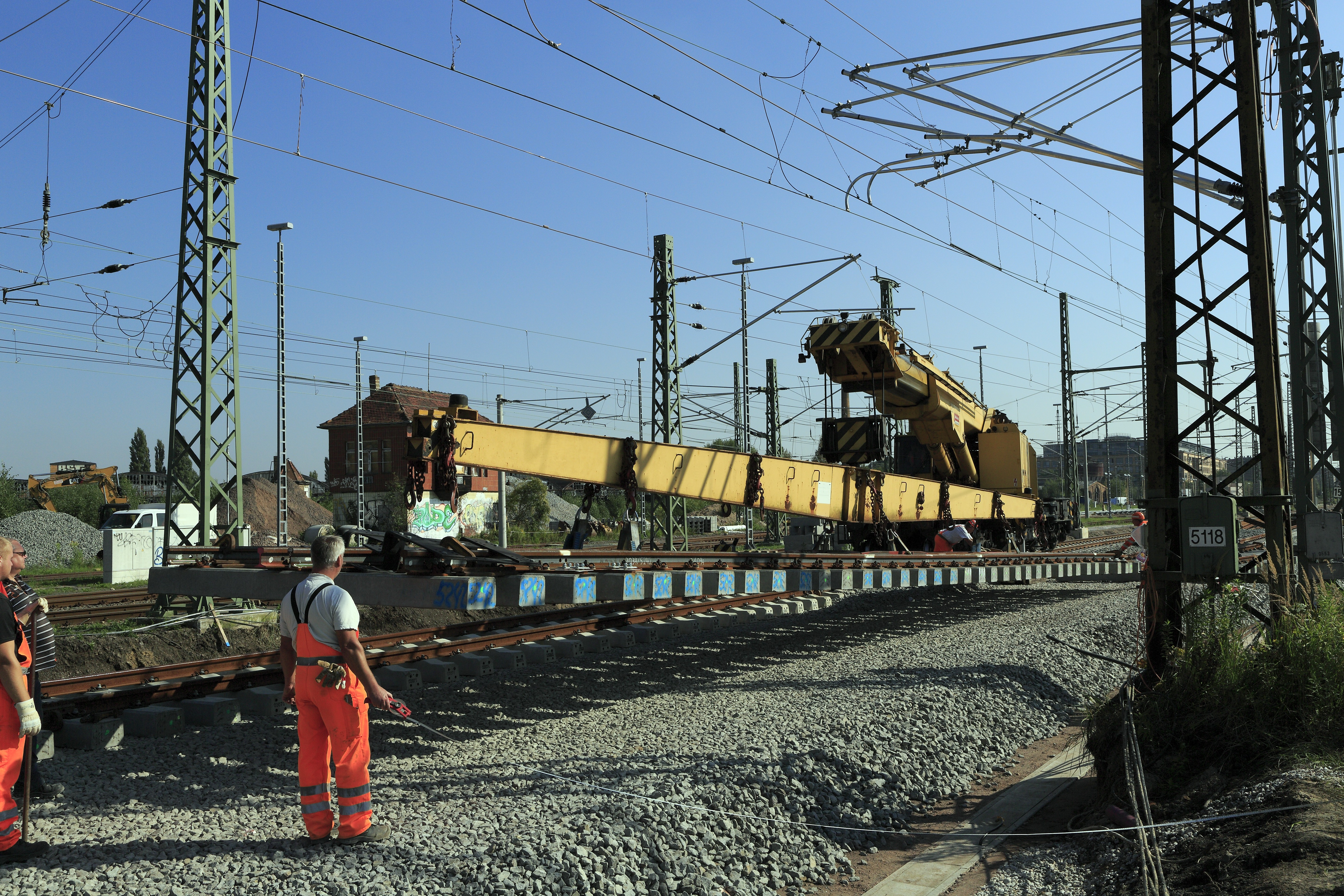
Укладання рейко-шпальної решітки

Колієукладальні поїзди на рейковому ходу складається з локомотива, укладального крана, залізничних платформ, обладнаних роликами для переміщення по них пакетів ланок рейко-шпальної решітки, та однієї або декількох моторних платформ для транспортування пакетів ланок уздовж рухомого складу. Укладальний кран на залізничному ходу — самохідна машина з горизонтальною консольною стрілою, під якою на платформі розташовується пакет ланок. На стрілі встановлене кранове обладнання — вантажопідіймальна і тягова лебідки. По стрілі за допомогою тягової лебідки переміщаються вантажні візки з траверсами, які підчіплюють верхню ланку з пакета, котра підіймається вантажопідіймальною лебідкою. Потім ланка виноситься на візках уздовж стріли вперед і вкладається на баластну призму чи земляне полотно. Після стикування цієї ланки з раніше укладеною укладальний край разом з платформами наїжджає на щойно укладену ланку й вкладає наступну. Такий колієукладач використовується також і для демонтажу рейко-шпальних ґраток, при цьому він забирає ланку, що розташована спереду і, рухаючись заднім ходом, завантажує його та захоплює нову ланку. Продуктивність колієукладача на рейковому ходу становить до 1,2 км/год, вантажопідіймальність кранів до 21 тонни, час вкладання однієї ланки 1…2 хв.

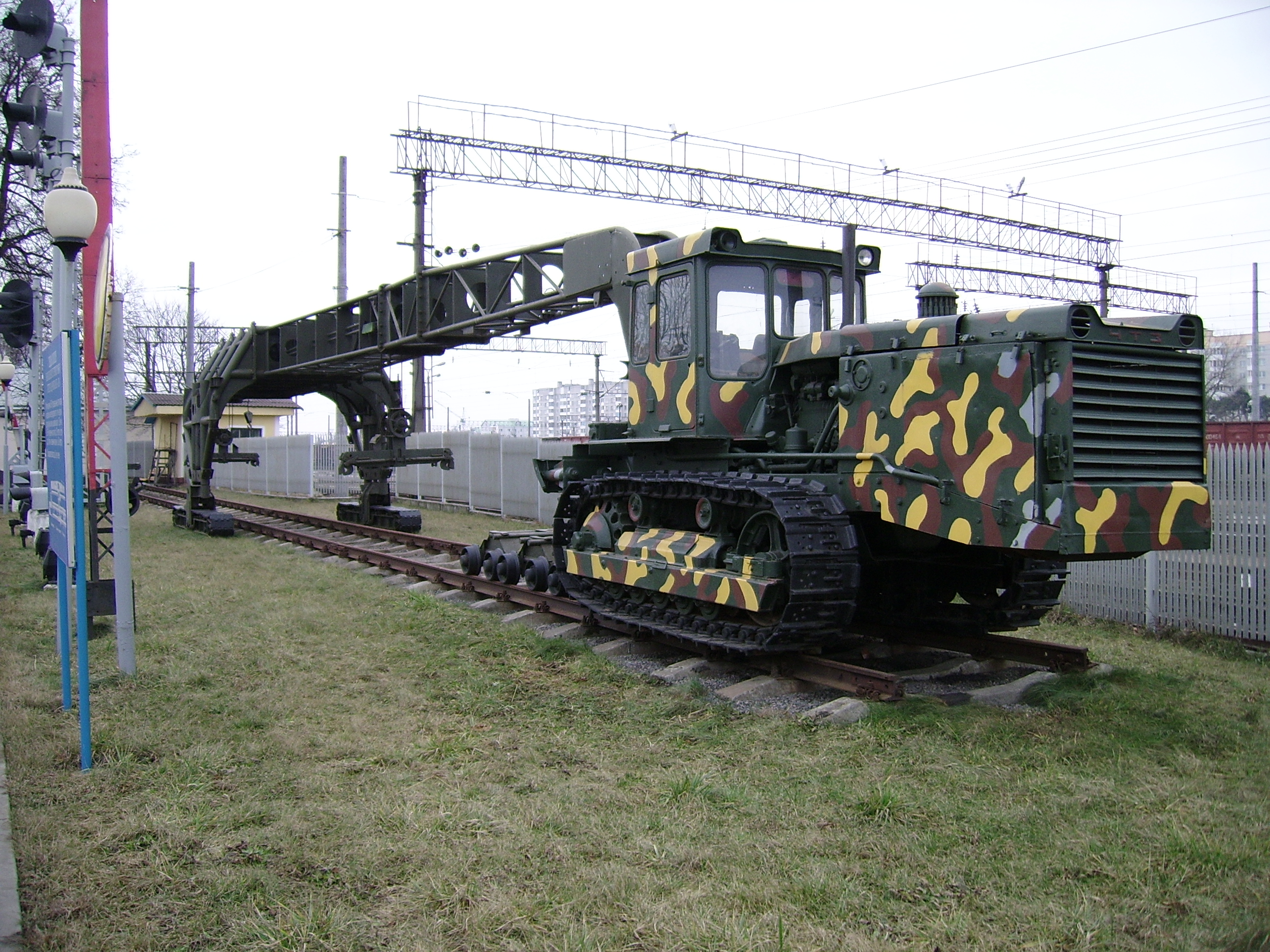
Колієукладач ПБ-3М

При будівництві нових залізниць використовуються тракторні колієукладачі, що мають стрілу, яка спирається спереду на трактор, а ззаду — на портал, що охоплює полотно колії. Портал змонтований на двогусеничних візках, які встановлюються на земляне полотно по краях шпал. Під порталом знаходяться платформи або візки з пакетами ланок. Лебідка, яка розташована на стрілі, захоплює і піднімає верхню ланку пакету. Колієукладач з піднятою ланкою переміщається вперед і укладає її на земляне полотно. Після стикування ланки з раніше укладеною на неї наїжджають платформи з пакетами, що підтягуються лебідкою, захоплюється наступна ланка, і процес повторюється. Тракторні колієукладачі мають більшу маневровість та можуть укладати шлях попереду споруджуваних мостів і шляхопроводів, скорочуючи загальні терміни будівництва. Продуктивність таких колієукладачів 1-2 кілометри за зміну
У деяких країнах набули поширення портальні колієукладачі, що складаються з декількох легких портальних кранів, які рухаються по рейках або кутниках, тимчасово укладених вздовж баластної призми. Під порталами знаходяться пакети ланок. Кранами захоплюється верхня ланка, виноситься вперед і укладається. Застосовуються також роздільні колієукладачі, що складаються зі спеціальних залізничних платформ, на яких розміщуються рейки, шпали, скріплення, що переміщуються конвеєрами до передньої платформи, а також обладнання для збирання рейко-шпальної ґратки та укладанні її на баластну призму. Продуктивність рейкоукладача до 0,5 км/год. При їх використанні відпадає необхідність у створенні стаціонарних ланкоскладальних ліній.

## Тенденції розвитку
Перспективними є створення та використання колієукладачів безперервної дії, комплексів для вкладання безстикових колій, машин з автоматизацією керування процесами вкладання залізничних колій, що забезпечує зростання продуктивності колійних робіт.